# Косгрейв, Лоренс
Лоренс Винсент Мур Косгрейв (англ. Lawrence Vincent Moore Cosgrave, 1890—1971) — канадский военный и дипломат, полковник. Участвовал в подписании Акта о капитуляции Японии во Второй мировой войне со стороны Канады.

## Биография
Лоренс Косгрейв родился в Торонто в семье основателя пивоваренной компании Cosgrave & Sons Brewery Company; его брат Джеймс был партнёром Э.Тейлора, владельца конных скачек Cosgrave Stables. Лоренс окончил Королевский военный колледж Канады в 1912 году, студент № 851, после чего продолжил образование в Университете Макгилла.
Во время Первой мировой войны Л.Косгрейв служил младшим офицером артиллерии в канадском экспедиционном корпусе во Франции. Дважды был награждён британским орденом «За выдающиеся заслуги» — в 1916 и 1918 годах, а впоследствии — французским Военным крестом.
Косгрэйв утверждал, что его друг, военный хирург Джон Маккрей сочинял своё знаменитое стихотворение «На полях Фландрии» 3 мая 1915 года, разместив клочок бумаги на спине Косгрейва. Стихотворение было впервые опубликовано 8 декабря того же года в журнале Punch и впоследствии стало одним из самых знаменитых стихотворений о Первой мировой войне. 5 октября 1963 года Л.Косгрейв открыл мемориал в честь Джона Маккрея в Безинге (Ипр, Западная Фландрия, Бельгия).
После Первой мировой войны Л.Косгрейв написал книгу «Последующие мысли о Армагеддоне: гамма эмоций, созданных войной, указывающих на мораль, которая не слишком очевидна» (англ. Afterthoughts of Armageddon, the gamut of emotions produced by the war, pointing to a moral that is not too obvious), опубликованную в 1919 году его женой Берил (урожденной Хантер Джонс) в Торонто.
После войны Л.Косгрейв служил помощником канадского правительственного торгового комиссара в Лондоне (1922-24); в должности канадского торгового комиссара — в Лондоне (1924), Шанхае (1925—1935), Мельбурне (1925—1937 годы) и Сиднее (1937—1942 годы).
Во время Второй мировой войны был канадским военным атташе в Австралии. В качестве официального представителя Канады 2 сентября 1945 года Л.Косгрейв подписал Акт о капитуляции Японии на борту линкора «Миссури» в Токийском заливе.
Во время подписания акта с Косгрейвом произошёл инцидент, длительное время остававшийся без огласки: поскольку Косгрейв был слеп на один глаз из-за ранения во время Первой мировой войны, в экземпляре акта, предназначенном для японской стороны, он ошибочно поставил свою подпись в графе, где должна была стоять подпись представителя Франции, в результате чего подписи всех последующих участников церемонии «съехали» вниз на одну строку, и для подписи представителя Новой Зеландии
Леонарда Иситта на листе не осталось места. Ситуацию исправил начальник штаба Макартура генерал Сазерленд, который своей рукой внёс исправления в документ, которые были приняты японской стороной. Американская и японская копии Акта о капитуляции Японии хранятся в настоящее время на борту линкора «Миссури», который находится на вечной стоянке в Перл-Харборе.
Л.Косгрейв ещё со времён своей миссии в Шанхае был знаком с министром иностранных дел Японии М.Сигэмицу, который подписывал Акт о капитуляции со стороны императора и правительства Японии. В 1953 году, на церемонии коронации Елизаветы II, Косгрейв встретился с Сигэмицу в Лондоне.
После Второй мировой войны Л.Косгрейв служил на различных консульских должностях в Азии, а в 1950-х годах — в Европе. С 1952 по 1955 годы он был временным поверенным в делах в Португалии.
Л.Косгрэйв умер в своем доме в Ноултоне (Восточные поселения) провинции Квебек 28 июля 1971 года.